# Hyphessobrycon sweglesi
Cá tetra đỏ chấm đen(tên khoa học Hyphessobrycon sweglesi)là một loài cá sinh sống ở lưu vực sông Orinoco ở Nam Mỹ. Danh pháp khoa học đã từng là Megalamphodus sweglisi.

## Đặc điểm
Cá tetra đỏ chấm đen có đốm đen tròn phía sau mang, một dải đen trên vây lưng có đường viền rìa trên và dưới màu trắng kem. Các vây khác màu đỏ như viền trên của mắt. Hành vi của loài này tương tự như của Hyphessobrycon megalopterus.

## Thức ăn
Cá tetra đỏ chấm đen ăn giun, côn trùng nhỏ và loài giáp xác.

## Sinh sản
Cá tetra đỏ chấm đen có thể đẻ tới 400 quả trứng và có thể nở trong một ngày và dễ bị nhiễm nấm.

## Hình ảnh

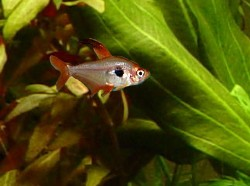